# Stadio Flaminio
Stadio Flaminio je fotbalový a ragbyový stadion v italském Římě. Po několik let sloužil jako domov italské ragbyové reprezentace.
Postaven byl v roce 1957 na místě předchozího národního stadionu. V roce 1960 se na něm konalo finále fotbalového turnaje na olympijských hrách.
Ragbyová reprezentace Itálie na něm hrála do roku 2010 domácí zápasy turnaje šesti národů. V roce 2010 ragbyová federace oznámila záměr stadion zrekonstruovat a zvýšit jeho kapacitu o třetinu. Protože se ale nepodařilo tento plán naplnit, rozhodla se federace stadion pro reprezentaci dále nepoužívat a přestěhovat národní tým jinam.